# Bagind
Bagind company s.r.o. je český prodejce batohů, kabelek, tašek a doplňků z pravé kozí a hovězí kůže, které prodává pod značkou Bagind. Založil ji v roce 2017 cestovatel Lukáš Matějček. Všechny modely navrhuje sám, výroba probíhá v indickém městě Jaisalmer ručně, podle tradičních indických výrobních postupů. Od roku 2021 přibyla také výroba v kolumbijském městě Villa de Leyva.

## Historie
Lukáš Matějček odjel ve svých 19 letech na cestu po Indii a Nepálu. V indickém městě Jaisalmer objevil koženářskou dílnu podnikatele Dennise (Dinesh Kumar Panwar) a pořídil si kožený cestovní batoh. Po návratu do Česka ho po dvou letech zaujala kvalita zpracování batohu a rozhodl se u podnikatele objednat několik nových, jím navržených modelů batohů. K založení společnosti došlo v létě 2017. Společníkem Matějčka se stal Václav Staněk, zakladatel a majitel obuvnické firmy Vasky.

## Prodejny
Bagind provozuje internetový obchod a v současnosti si lze její zboží zakoupit ve třech prodejnách v České republice. Vlastní prodejny má v Praze (Krakovská ulice na Novém Městě), Brně (Běhounská ulice) a ve Zlíně (Třída Tomáše Bati), kde sdílí prostory s partnerskými značkami Vasky a Wuders.

## Produkty
Sortiment značky zahrnuje batohy, cestovní tašky, kabelky, peněženky a doplňky z pravé kozí a hovězí kůže, která je dostupná také v kombinaci s bavlněným canvasem. Výrobky jsou k dispozici v několika barevných variantách.

## Nadace
Bagind spolupracuje s neziskovou organizací MOST Pro Tibet, která se zabývá rozvojovou pomocí komunitám Tibeťanů v indické Himálaji. Z každého prodaného výrobku Bagind jde část výdělku na pořízení setů učebnic a sešitů na podporu vzdělání mladých Tibeťanů žijících v exilu.

## Úpadek společnosti
V březnu 2025 společnost Bagind podala návrh na insolvenční řízení. Firma dlužila téměř 45 milionů korun, což odpovídá přibližně celému jejímu ročnímu obratu.